# Hyporhagus durangoensis
Hyporhagus durangoensis es una especie de coleóptero de la familia Monommatidae.

## Distribución geográfica
Habita en México.